# IAST
IAST（International Alphabet of Sanskrit Transliteration）はインド系文字のラテン・アルファベットによる翻字方式の一つ。

## 概要
可逆性があるため人気があり、特にサンスクリットおよびパーリ語でよく使われる。ユニコードフォントが手に入りやすくなったことで電子文書での使用が拡大している。
この方式は1894年にジュネーブで開催された第10回東洋学者会議で確立された基準に基づく。

## 対応表
以下にサンスクリットにおけるデーヴァナーガリーおよび国際音声記号との対応関係を記した。
| 母音 | अ [ə] A a | आ [ɑː] Ā ā | इ [i] I i | ई [iː] Ī ī | उ [u] U u | ऊ [uː] Ū ū | ऋ [ɹ̩] Ṛ ṛ | ॠ [ɹ̩ː] Ṝ ṝ | ऌ [l̩] Ḷ ḷ | ॡ [l̩ː] Ḹ ḹ |

| 二重母音 | ए [eː] E e | ऐ [aːi] Ai ai | ओ [oː] O o | औ [aːu] Au au |

| アヌスヴァーラ | अं [ⁿ] Ṃ ṃ |
| ヴィサルガ     | अः [h] Ḥ ḥ |

| 子音           | 軟口蓋音     | 硬口蓋音     | そり舌音     | 歯音         | 唇音         |
| -------------- | ------------ | ------------ | ------------ | ------------ | ------------ |
| 無声破裂音     | क [k] K k    | च [c] C c    | ट [ʈ] Ṭ ṭ    | त [t̪] T t    | प [p] P p    |
| 帯気無声破裂音 | ख [kʰ] Kh kh | छ [cʰ] Ch ch | ठ [ʈʰ] Ṭh ṭh | थ [t̪ʰ] Th th | फ [pʰ] Ph ph |
| 有声破裂音     | ग [g] G g    | ज [ɟ] J j    | ड [ɖ] Ḍ ḍ    | द [d̪] D d    | ब [b] B b    |
| 帯気有声破裂音 | घ [gʰ] Gh gh | झ [ɟʰ] Jh jh | ढ [ɖʰ] Ḍh ḍh | ध [d̪ʰ] Dh dh | भ [bʰ] Bh bh |
| 鼻音           | ङ [ŋ] Ṅ ṅ    | ञ [ɲ] Ñ ñ    | ण [ɳ] Ṇ ṇ    | न [n] N n    | म [m] M m    |
| 接近音         | ह [ɦ] H h    | य [j] Y y    | र [r] R r    | ल [l] L l    | व [ʋ] V v    |
| 歯擦音         |              | श [ɕ] Ś ś    | ष [ʂ] Ṣ ṣ    | स [s] S s    |              |

## 問題点と変種
IAST では、ドット符号を ṭ ḍ ではそり舌音のために用い、ṛ ḷ では音節形成的な子音のために用いている。しかし、ヴェーダ語やパーリ語ではそり舌の [ ɭ ] があらわれ、現代語にはそり舌の r [ ɽ ] を持つ言語が多い。このため ṛ ḷ はそり舌音のために用い、音節形成的な子音のためには r̥ l̥ のようにリング符号を下につける方式が広く行われている。ISO 15919でもこの方式を採用している。

## 入力環境
PC
記号付き文字を変換辞書機能に登録して変換入力するのが一般的。
またLexilogosのようなオンライン入力支援サイトもある。
スマートフォン
Gboardに「サンスクリット語（ラテン）」として専用キーボードが用意されている（2020年5月現在、Androidのみに対応）。各キーを長押しすることで、記号付き文字を入力できる。
その他にはPCと同様に、変換辞書機能（iOS - ユーザー辞書、Gboard - 単語リストなど）を使って変換入力したり、Lexilogosのようなオンライン入力支援サイトを使用して入力したりもできる。